# Кангро, Маарья
Маарья Кангро (эст. Maarja Kangro; 20 декабря 1973, Таллин) — эстонская писательница, поэтесса, переводчица
 и либреттист
.

## Биография
Маарья Кангро родилась 20 декабря 1973 года в Таллине в семье композитора Раймо Кангро и его жены, писательницы Леэло Тунгал. Она окончила Тартуский университет, где изучала литературоведение и англистику. Позднее училась в аспирантуре Таллинского университета по направлению «культурология».
Занималась переводами литературных произведений с итальянского, английского и немецкого языков, в частности перевела произведения Умберто Эко, Ханса Магнуса Энценсбергера, Андреа Дзандзотто, Валерио Магрелли и других. Кроме того, она стала пробовать свои силы как поэтесса и писательница.
В 1999 году совместно с сестрой Кирке Кангро (род. 1975) она написала либретто к опере Süda своего отца Раймо Кангро. В 2005 году последовало либретто для камерной оперы Kaubamaja композитора Тыниса Кауманна. В 2006 году состоялись премьеры двух опер Тыну Кырвитса с её либретто: Tuleaed и Mu luiged, mu mõtted. В 2008 году состоялась премьера кантаты Kuked ja kanad композитора Тимо Штейнера с её либретто. Премьера оперы Kaks pead Тимо Штейнера с её либретто состоялось в июне 2011 года.
В 2006 году вышел её первый сборник стихов «Kurat õrnal lumel» («Чёрт на нежном снегу»). В том же году вышла написанная совместно с сестрой книга для детей «Puuviljadraakon» («Фруктовый дракон»). Её стихи отличаются иронией и остроумием. Вышедший в 2010 году сборник стихов Маарьи Кангро «Ahvid ja solidaarsus» («Обезьяны и солидарность») получил ежегодную премию фонда Eesti Kultuurkapital. В дальнейшем она перешла к прозе.

## Сочинения
- Kurat õrnal lumel (сборник стихов). Tallinn: Verb 2006.
- Puuviljadraakon (детская книга). Tallinn: Koolibri 2006.
- Tule mu koopasse, mateeria (сборник стихов). Tallinn: Eesti Keele Sihtasutus 2007.
- Heureka (сборник стихов). Tallinn: Eesti Keele Sihtasutus 2008.
- Ahvid ja solidaarsus (рассказы). Tallinn: Eesti Keele Sihtasutus 2010.
- Kunstiteadlase jõulupuu (сборник стихов). Tallinn: Eesti Keele Sihtasutus 2010.
- Dantelik auk (рассказы). Tallinn: Eesti Keele Sihtasutus 2012.
- Must tomat (сборник стихов). Tallinn: Eesti Keele Sihtasutus 2013.
- Hüppa tulle (рассказы). Tallinn: Nähtamatu Ahv 2014.
- Klaaslaps. Tallinn: Nähtamatu Ahv 2016.
- Minu auhinnad. Tallinn: Nähtamatu Ahv 2018.